# دييغو فاليجوس
دييغو فاليجوس (بالإسبانية: Diego Vallejos Hernández)‏ هو لاعب كرة قدم تشيلي في مركز الهجوم، ولد في 16 مارس 1990 في كولبيون في تشيلي. لعب مع أوداكس إيتاليانو.

## وصلات خارجية
- دييغو فاليجوس على موقع قاعدة بيانات كرة القدم.إي يو (الإنجليزية)
- دييغو فاليجوس على موقع Soccerway.com (الإنجليزية)
- دييغو فاليجوس على موقع عالم كرة القدم.نت (الإنجليزية)
- دييغو فاليجوس على موقع AS.com (الإسبانية)